# Nebrioporus canaliculatus
Nebrioporus canaliculatus is een keversoort uit de familie waterroofkevers (Dytiscidae). De wetenschappelijke naam van de soort is voor het eerst geldig gepubliceerd in 1835 door Lacordaire.